# Yang Liwei
Yang Liwei, född 21 juni 1965 i Suizhong i Liaoning, är en kinesisk stridspilot och Kinas förste rymdfarare. Han är gift och har en son.
Den 15 oktober 2003 färdades han 14 varv runt jorden i farkosten Shenzhou 5 och blev därmed förste kinesen i rymden.
Asteroiden 21064 Yangliwei är uppkallad efter honom.